# AiRUnion
Ne doit pas être confondu avec Air Union.

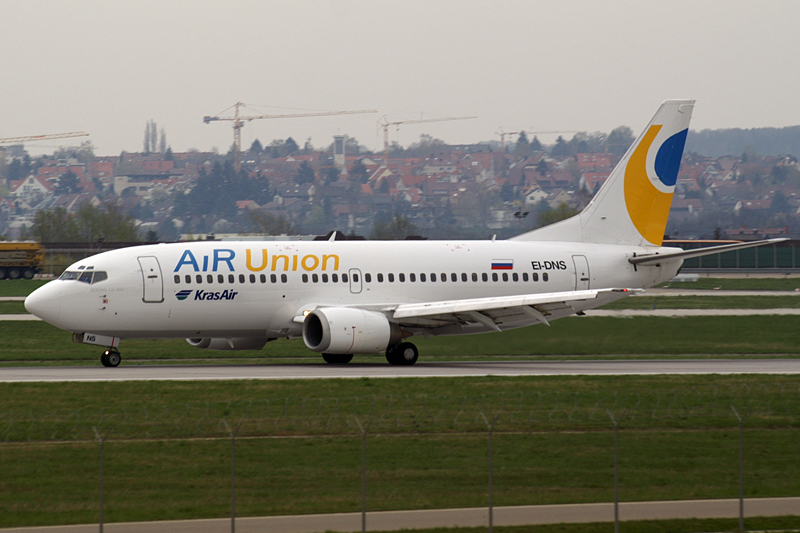
Kras Air Boeing 737

AiRUnion est une alliance de compagnies aériennes russes, qui comprend KrasAir, Domodedovo Airlines, Samara Airlines, Omskavia, Sibaviatrans. Elle a transporté 3 340 000 passagers en 2006.